# Agénor de Gramont (1819-1880)
Pour les articles homonymes, voir Agénor de Gramont.
Pour les autres membres de la famille, voir Maison de Gramont.
Antoine Alfred Agénor de Gramont, duc de Guiche, puis 10e duc de Gramont (1855), prince de Bidache, est un diplomate et homme politique français né le 14 août 1819 à Paris et mort le 17 janvier 1880 à Paris.

## Biographie
Fils d'Antoine IX (1789-1855), 9e duc de Gramont, et de la duchesse née Ida d'Orsay (la sœur d'Alfred d'Orsay), Agénor de Gramont dut prendre le chemin de l'exil, avec ses parents, au moment de la révolution de Juillet. Ils restèrent en Angleterre jusqu'en 1833, puis revinrent à Paris.
Dans sa jeunesse, Agénor de Gramont fut l'amant de l'actrice Rachel, de la Païva et de Marie Duplessis, la célèbre Dame aux camélias : cette dernière liaison inspira le roman et la pièce de théâtre d'Alexandre Dumas fils, Agénor de Gramont devenant le personnage d'Armand Duval. Un de ses oncles intervint pour mettre fin au scandale causé par cette liaison et Agénor fut d'abord expédié à Londres, puis à Vienne, où il tomba amoureux d'une Finlandaise, Hilda Arnold, dont il eut peut-être une fille naturelle.
Il intégra l'École polytechnique en 1837, mais quitta l'armée dès 1840. À la fin de 1848, il épousa une Écossaise, Emma Mac Kinnon (1811 - 1891), fille de William Alexander Mackinnon (en), chef du Clan Mackinnon (en) et membre du parlement du Royaume-Uni. Ils eurent quatre enfants :
- Corisande (1850-1935, comtesse de Brigode) ;
- Agénor, duc de Guiche puis duc de Gramont (1851-1925) ;
- Armand, duc de Lesparre (1854-1931) ;
  - Antoine, duc de Lesparre (1889-1971).
- Alfred, comte de Gramont (1856-1915).

Napoléon III, désireux de se rallier les anciennes familles de la haute noblesse, le nomma, le 22 décembre 1851, ministre plénipotentiaire à la cour de Hesse-Cassel. Le faubourg Saint-Germain le blâma d'avoir accepté cette nomination, dont on fit porter la responsabilité à sa femme. « Dédaigneux avec les hommes, exquis avec les femmes, il était un ambassadeur accompli, plein de courtoisie, de majesté et de culture. Il ne supportait aucune rivalité sur l'article dames, et avait toutes celles qu'il voulait. » (É. de Clermont-Tonnerre, Op. cit., p. 24)
Dès le 5 mars 1852, on le nomma ministre de France à la cour de Wurtemberg, avant de le nommer à Turin, le 3 janvier 1853, auprès du roi de Piémont-Sardaigne et de son Premier ministre, Cavour. Gramont recevra en Sardaigne l'Ordre des Saints-Maurice-et-Lazare (voir portrait).
En 1854, il fut l'un des rares survivants du naufrage du SS Arctic, il fut l'un des 85 survivants (61 membres d'équipage et 24 passagers masculins).  Plus de 300 personnes sont mortes, dont toutes les femmes et tous les enfants à bord. 
Le 16 août 1857, il fut nommé ambassadeur près le Saint-Siège auprès du pape Pie IX, avec qui il noua des relations de confiance, voire d'amitié. Il donna si complète satisfaction dans ce poste qu'en 1861, il obtint la prestigieuse ambassade de Vienne, où il gagne la confiance de l'empereur François-Joseph tandis que sa femme devient une intime de l'impératrice Élisabeth.
Il est fait grand-croix de la Légion d'honneur par décret 14 août 1866.
En 1870, lors de la démission de Napoléon Daru du ministère des Affaires étrangères, Émile Ollivier envisagea de reprendre le portefeuille, mais Napoléon III préférait qu'il se consacre à la politique intérieure ; Ollivier chercha alors « un diplomate qui tiendrait la place tant que durerait notre période d'effacement, et qui me la rendrait au moment opportun ». Le 14 mai 1870, Gramont fut rappelé à Paris pour être nommé ministre des Affaires étrangères : c'est le point culminant de sa carrière en même temps que la cause de sa perte politique et personnelle. Partisan convaincu d'une alliance avec l'Autriche et l'Italie, il méconnaît l'ascension de la Prusse. Lorsque l'Espagne envisagea de porter sur son trône le prince Léopold de Hohenzollern-Sigmaringen, issu d'une branche latérale de la maison royale de Prusse, il fit aux chancelleries étrangères des déclarations d'une rare violence, qui furent à l'origine de l'escalade qui devait conduire à la déclaration de guerre à la Prusse le 18 juillet 1870. Dans cette affaire, Gramont traita directement avec l'Empereur, mettant Émile Ollivier devant le fait accompli.
Avec la défaite, l'humiliation, l'effondrement du Second Empire, Gramont devint un véritable bouc-émissaire. Désabusé, il notera dans une lettre du 16 août 1871 citée par son biographe Constantin de Grunwald : « Pour moi, j'avoue que de toutes les pertes, la plus cruelle est celle que j'ai faite en perdant ma foi dans mon pays et l'estime que j'avais pour le caractère français. Ayant vécu vingt ans à l'étranger, je ne croyais pas à tant d'ignorance, de vanité, de faiblesse et de mensonges. Ce pauvre pays me semble pourri jusqu'à la moelle des os. »[réf. nécessaire]
Après avoir passé quelque temps en Angleterre, il acheta un hôtel rue La Pérouse (XVIe arrondissement) où il se retira, tandis que sa femme continuait de recevoir fréquemment. Il publia en 1872 un plaidoyer pro domo : La France et la Prusse avant la guerre. Il mourut en 1880.

## Œuvres
- La France et la Prusse avant la guerre (1872)
- Histoire et généalogie de la maison de Gramont (1874)
- Passé et présent, étude d'histoire contemporaine (1875) (sous le pseudonyme de Memor)
- L'Allemagne nouvelle. 1863-1867 (1879)
- Jean-Étienne-Eugène de Jacob de La Cottière, membre de la Société des gens de lettres de France (1885) (sous le pseudonyme de Memor)
- Souvenirs, 1848-1850, publiés par le duc de Lesparre (1901)